# Hemitriccus orbitatus
Hemitriccus orbitatus е вид птица от семейство Tyrannidae. Видът е почти застрашен от изчезване.

## Разпространение
Видът е разпространен в Бразилия.